# Cross Bronx Expressway

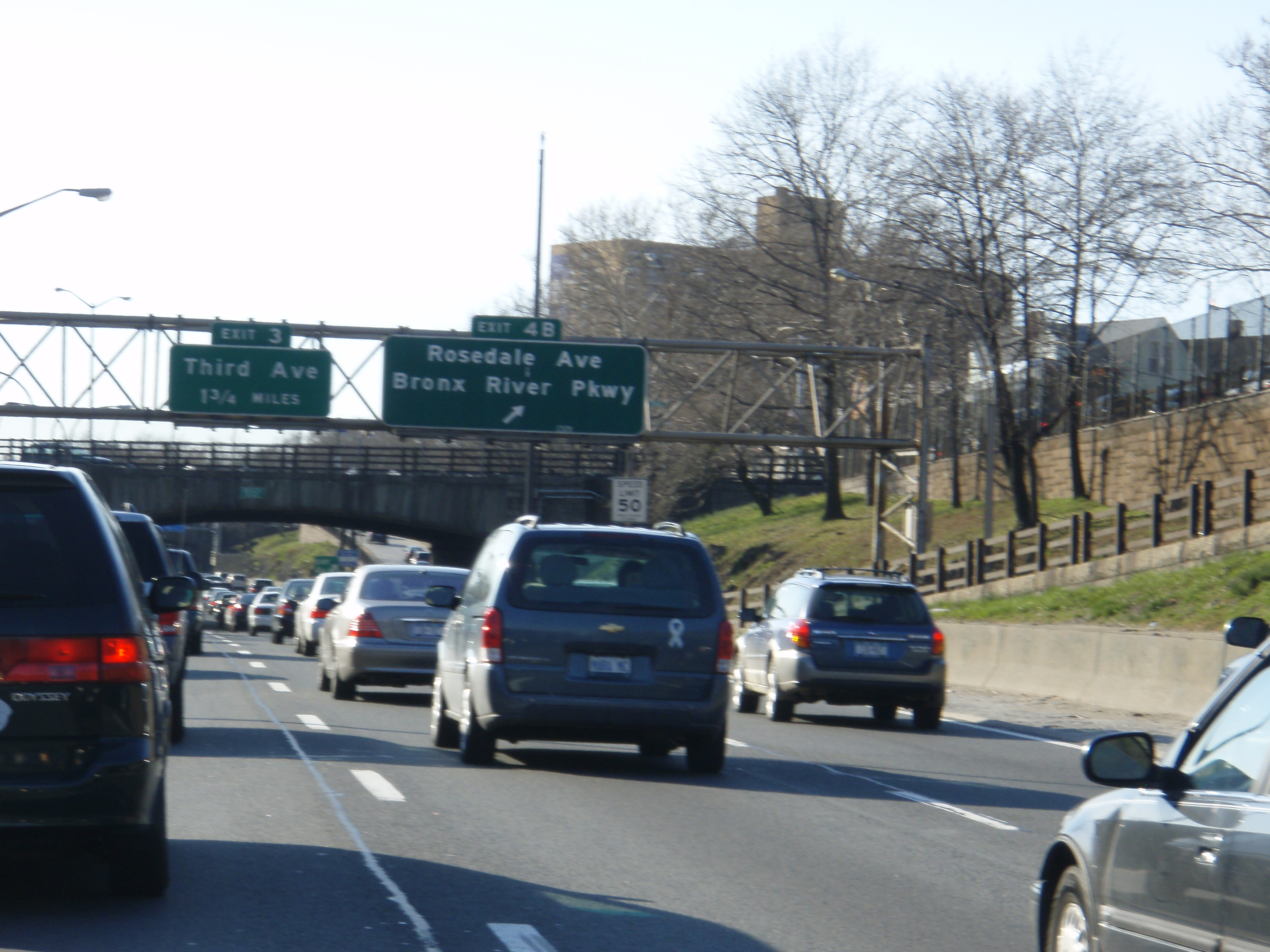
Der Cross Bronx Expressway im Stadtteil Soundview

Der Cross Bronx Expressway (deutsch wörtlich Bronx-Quer-Schnellstraße) ist die Bezeichnung für einen 6,5 Meilen (10,46 km) langen Autobahnabschnitt innerhalb New York Citys, der in West-Ost-Richtung durch die südliche Bronx verläuft. Die Eröffnung erfolgte zwischen 1955 und 1963 in mehreren Abschnitten.
Die Autobahn beginnt an der Alexander Hamilton Bridge über den Harlem River, verläuft dann in östlicher Richtung etwa in Höhe der 175th Street bis zum Bronx River und dann in südsüdöstlicher Richtung weiter bis zum Hutchinson River, wo er auf den Bruckner Expressway trifft. Danach verläuft er in südöstlicher Richtung weiter durch Throgs Neck hindurch und trifft am Fuße der Throgs Neck Bridge auf den Throgs Neck Expressway.
Der Cross Bronx Expressway ist eine sehr wichtige Straßenverbindung im Großraum New York. Zwischen dem Harlem River und dem Hutchinson River ist er Teil der Interstate 95, der wichtigsten Nord-Süd-Straßenverbindung an der Ostküste; gleichzeitig ist er Teil der Autobahnverbindung von Queens und Long Island nach New Jersey unter Umgehung Manhattans. Die Verkehrsbelastung ist entsprechend sehr hoch.
Der Bau und insbesondere die Streckenführung der Autobahn gilt seit jeher als umstritten. Kritikern zufolge sei bei der Planung kaum Rücksicht auf die sozialen Strukturen der betroffenen Wohngebiete genommen worden. Die Autobahn verläuft an vielen Stellen in der Tat nicht zwischen den einzelnen gewachsenen Stadtvierteln, sondern mitten durch sie hindurch und nicht unter Ausrichtung auf das vorhandene Straßennetz. Da sich der Niedergang der südlichen Bronx insbesondere nach Fertigstellung der Schnellstraße spürbar beschleunigte, wird ihre Existenz für dieses Phänomen mitverantwortlich gemacht.